# Ingeborg Walter
Ingeborg Walter (Norimberga, 1934) è una storica, scrittrice e traduttrice tedesca residente da molti anni in Italia.

## Biografia
Allieva del medievalista tedesco Percy Ernst Schramm all'Università di Gottinga, dopo aver ottenuto una borsa di studio, trova impiego all'Istituto Storico Germanico di Roma. Nella capitale italiana conosce Roberto Zapperi, con cui si sposa nel 1963.
È stata per molti anni redattrice del Dizionario biografico degli italiani, dove ha curato il settore della storia medievale. Ha scritto numerose opere sulla storia culturale, artistica e sociale del Rinascimento italiano, sia in italiano che in tedesco.
Nel 2008 è stata professore invitato al Politecnico federale di Zurigo.

## Opere
- Piero della Francesca: Madonna del parto. Ein Kunstwerk zwischen Politik und Devotion, Francoforte sul Meno, Fischer Taschenbuch, 1992.
- Casa Farnese. Caprarola, Roma, Piacenza, Parma., co-autrice con Roberto Zapperi, Parma, Cassa di risparmio di Parma e Piacenza, 1994.
- La Dignità del casato. Il salotto dipinto di Palazzo Farnese, co-autrice con Claudio Strinati, Roma, Edizioni dell'Elefante, 1995.
- Piero della Francesca. La Madonna del parto, Modena, Franco Cosimo Panini Editore, 1996.
- Der Prächtige: Lorenzo de Medici und seine Zeit, Monaco di Baviera, Verlag C. H. Beck, 2003.
- Lorenzo il Magnifico e il suo tempo, Roma, Donzelli Editore, 2005.
- Il ritratto dell' amata. Storie d' amore da Petrarca a Tiziano, co-autrice con Roberto Zapperi, Roma, Donzelli Editore, 2006.
- Die Strozzi: Eine Familie im Florenz der Renaissance, Monaco di Baviera, Verlag C. H. Beck, 2011.